# Aeroporto di Čeljabinsk

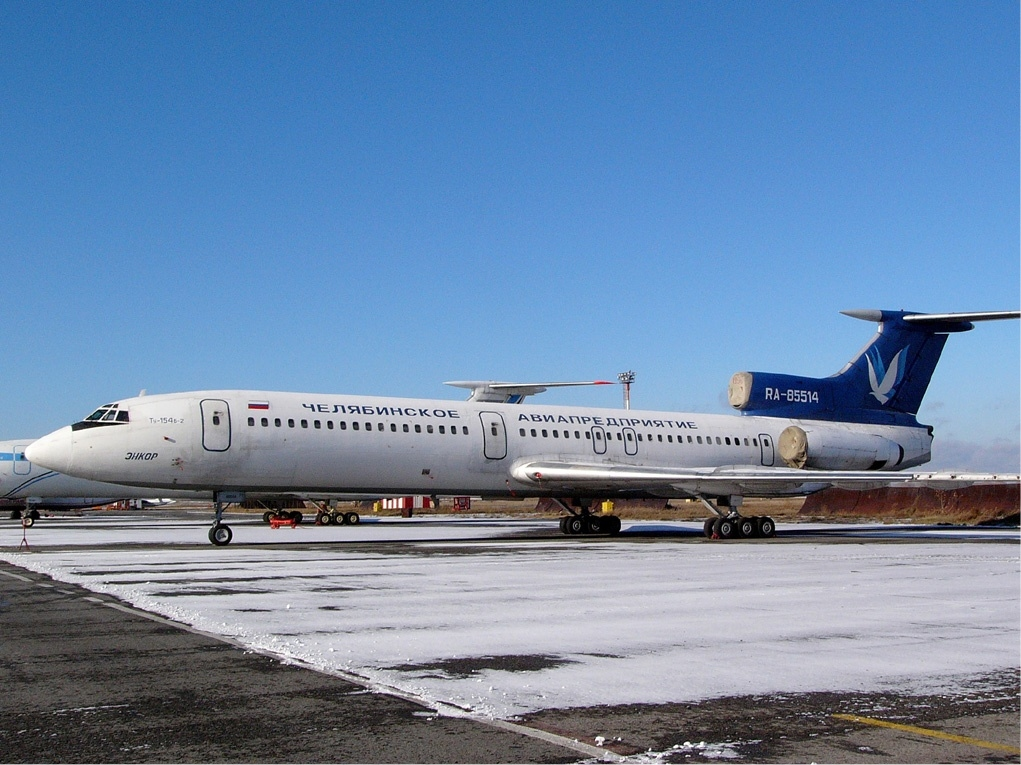
Tupolev Tu-154B-2 nella livrea storica della russa Čeljabinsk Air Enterprise operato dalla russa Enkor nel 2004.

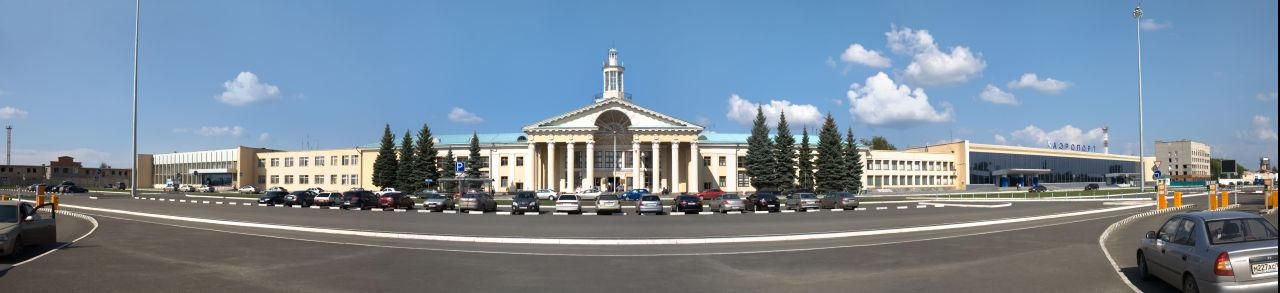
La vista panoramica del Terminal dell'aeroporto Balandino.

L'Aeroporto di Čeljabinsk è un aeroporto internazionale situato a 18 km a nord della città di Čeljabinsk, in Russia.

## Storia
- 1938 - la creazione del Distaccamento dell'Aviazione Civile di Čeljabinsk.
- 1955 - l'apertura del primo Terminal Passeggeri all'aeroporto.
- 1962 - l'apertura della pista di cemento armato all'aeroporto Balandino e l'arrivo dei primi jet sovietici Tupolev Tu-104.
- 1994 - l'aeroporto Balandino diventò uno scalo internazionale.
- 2000 - l'apertura del Terminal Passeggeri Internazionale e l'ampliamento della pista aeroportuale.
- Nel periodo gennaio - ottobre 2010 - il traffico passeggeri dell'aeroporto Balandino è cresciuto per un totale di 14% raggiungendo 560.959 persone transitati allo scalo. In particolare, la crescita di traffico internazionale nel periodo di primi 10 mesi dell'anno ha registrato un balzo di 44% dovuto all'apertura di nuove rotte turistiche internazionali all'aeroporto.[2]
- 2012 - nel periodo gennaio-giugno 2012 il traffico dell'aeroporto Balandino è cresciuto al 23% rispetto allo stesso periodo del 2011 raggiungendo 417.182 persone transitati allo scalo. In particolare, le due compagnie aeree russe S7 Airlines e Aeroflot hanno trasportato il 51% passeggeri all'aeroporto di Čeljabinsk, mentre la russa Ural Airlines è tornata all'aeroporto Balandino nell'ottobre 2011 occupando subito il terzo posto nel totale del traffico con maggior numero di passeggeri trasportati sui voli di linea internazionali.[3]

## Strategia
L'aeroporto è hub per la compagnia aerea russa S7 Airlines.
Nel 2010 - 2016 all'aeroporto di Čeljabinsk è previsto la costruzione del nuovo Terminal Passeggeri, del nuovo Terminal Cargo con il centro intermodale e la costruzione del nuovo albergo. Inoltre, si prevede la costruzione del Terminal VIP. Alla fine dei lavori previsti la capacità dell'aeroporto arriverà a 2 milioni di persone/anno.

## Dati di traffico
Fonte: ООО "НОВАПОРТ"

## Dati tecnici

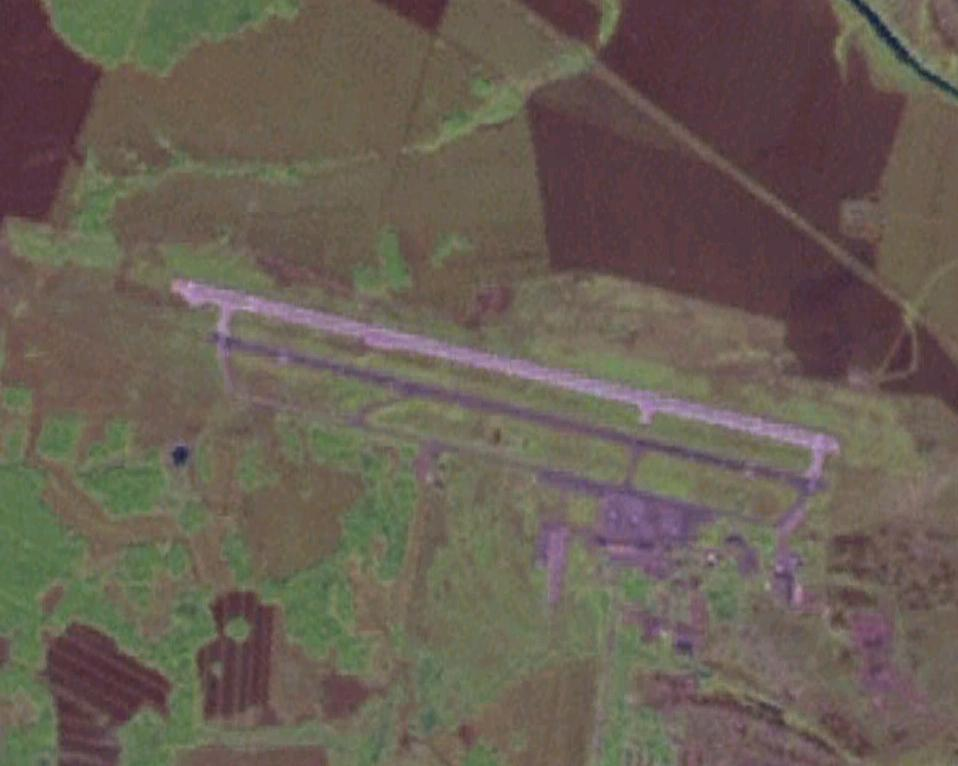
La vista satellitare dell'aeroporto di Čeljabinsk

È in grado di gestire aerei anche di grande dimensione.

## Collegamenti con Čeljabinsk
Trasporto municipale
L'aeroporto di Čeljabinsk è facilmente raggiungibile dalla Stazione di Čeljabinsk delle Ferrovie russe con le linee no.1 e no.82. Il tempo di percorrenza è di circa 75 minuti. Inoltre, l'aeroporto è collegato con l'Autostazione di Čeljabinsk con la linea no.45 e con le linee no.2, no.41 con i distretti cittadini.
Aerobus
In corrispondenza con gli arrivi e le partenze di voli è organizzata la linea diretta degli Aerobus che collega il Terminal Passeggeri con il centro della città e con l'Autostazione di Čeljabinsk.